# Vassilis Toliopoulos
Vassilis Toliopoulos (grego:Βασίλης Τολιόπουλος) (Atenas, 15 de junho de 1996) é um basquetebolista profissional grego que atualmente joga na HEBA Basket e Euroliga pelo Olympiacos Pireu. O atleta possui 1,88m e atua na posição armador. 